# Гуго Великий
Гу́го Вели́кий (фр. Hugues le Grand, 898 — 19 червня 956, Дурдан) — граф Паризький, маркіз Нейстрії з 923 до 956 року, герцог Франкський, починаючи з 936-го, граф Осеру з 952 року до своєї смерті, батько першого короля Франції з династії капетингів Гуго Капета.

## Біографія
Син Роберта I, короля Західного Франкського королівства та Беатріс де Вермандуа (фр. Béatrice de Vermandois), нащадок Карла Великого в шостому коліні за материнською лінією, Гуго Великий (або Гуго Білий — ім'я, яке він отримав внаслідок природної блідості) — політичний діяч Західного Франкського королівства, один із засновників династії капетингів.
Після того, як західно-франкський король Рауль I — зять Гуго — помер в січні 936-го, не залишивши спадкоємця, Гуго вирішив не претендувати на корону, хоча міг впевнено це зробити, враховуючи той факт, що в Нейстрії та навіть у Франції він зосередив владу, що підносила його над усіма іншими (фр. une puissance qui l'emportait sur tout autre grand). Натомість Гуго вирішив запросити на трон нащадка каролінгів - юного Людовика Заморського, який перебував зі своєю матір'ю Огівою Вессекською у вигнанні в Англії після того, як його батько Карл III Простакуватий був позбавлений трону. Одруживишись із тіткою Людовика — сестрою Огіви Вессекської, Гуго поріднився з Людовиком і сподівався керувати країною через нього, отримавши майже регентську владу. Окрім того, цей маневр надав йому сильнішу позицію в боротьбі за владну гегемонію в королівстві з Гербертом II де Вермандуа. У неділю 19 червня 936 Людовик був коронований як король Франції архієпископом Реймським Арто (фр. Artaud). Церемонія коронації відбулася в церкві абатства Сен-Венсан (фр. Saint-Vincent) в Лані, рідному місті Людовика та вотчині Каролінгів.
За місяць, 25 липня 936, провідна позиція Гуго в королівстві була підтверджена наданням йому Людовиком титулу герцога Франкського. Значимість цього титулу була продемонстрована 26 грудня того ж року документом, в якому Людовик підкреслював, що цей титул робить Гуго другим після нього самого у всіх його владіннях (фр. «en tous nos regna, le second après nous»), надаючи «віце-королю» позицію, еквівалентну позиції піпінідського мажордома за останніх Меровінгів. У червні того ж року Гуго був затверджений королем як світський абат абатства Сен-Жермен (фр. Saint-Germain) в Осері та володаря Отену, двох головних елементів Бургунського герцогства, підтверджуючи таким чином його владу та оспорюючи легітимність проголошення Гуго Чорного герцогом Бургундським (останній вважав Бургундію своїм спадком після смерті свого брата — короля Рауля.
З часом надмірна влада Гуго та прагнення до самостійності молодого короля призвели до того, що останній вирішив змінити ситуацію за допомогою зброї. Аби протидіяти цьому, Гуго уклав союз з Гербертом де Вермандуа та Вільгельмом, герцогом норманським. 940-го Людовик був розбитий біля Реймса, а пізніше, 945-го, потрапив у полон до норманів, які передали його Гуго. Під тиском імператора Гуго звільнив Людовика, отримавши натомість місто Лан.
946-го Гуго розділив спадок Герберта де Вермандуа між його дітьми — своїми племінниками, таким чином, послабивши їхню династію. Під час синоду в Інгельгаймі 948 року, третього з низки синодів після Вердена та Музона, головними питаннями на яких було врегулювання місця резиденції архіепископів Реймса, за наполяганням Людовика, Гуго був підданий анафемі.
Після цього Гуго був вимушений укласти мир із королем, проте йому вдалося зберегти своє становище. На додаток до влади над Бургундією, наданої йому Людовиком IV в 943 році, він отримав підтвердження титулу герцога Франкського, а також герцога Аквітанії (якою він керував з 954-го до своєї смерті 956 року) навзамін згоди після смерті Людовика IV 954 року на зведення на трон Західного Франкського королівства Лотара.
Помер 19 червня 956 року від чуми на 59 році життя.

## Родина
1 Дружина — ?, дочка Роджера Менського (фр. Roger du Maine) — близько 914
2 Дружина — Едгільда (Едіт) (фр. Eadhilda) з Вессексу, дочка Едварда Старшого — близько 926
3 Дружина — Едвіга Саксонська (922 — 965), дочка Генріха Птахолова — близько 937
Діти:
- Беатріса Французька (фр. Béatrice de France), дружина Фрідріха I,графа де Бар та герцога Лотаринзького
- Гуго Капет, французький король з 987 року
- Емма, дружина Річарда I, герцога Норманського
- Оттон, герцог Бургунський
- Ед-Генріх, герцог Бургунський

Наложниця — Рейнгард (фр. Raingarde)
Діти:
- Герберт (фр. Héribert) (†996) — єпископ Осеру